# Landkreis Mühldorf am Inn
Landkreis Mühldorf am Inn är ett län (Landkreis) i Oberbayern i det tyska förbundslandet Bayern.

## Geografi
Landkreis Mühldorf am Inn med en yta på 805,33 km² den 1 januari 2021 hade 117 606 invånare den 31 december 2021.

### Städer
1. Mühldorf am Inn
2. Neumarkt-Sankt Veit
3. Waldkraiburg